# Рисоїд нікарагуанський
Рисоїд нікарагуанський (Sporophila nuttingi) — вид горобцеподібних птахів родини саякових (Thraupidae). Мешкає в Центральній Америці. Вид названий на честь американського зоолога Чарльза Клівленда Наттінґа.

## Поширення і екологія
Нікарагуанські рисоїди мешкають в Нікарагуа та на карибському узбережжі Коста-Рики і північно-західної Панами. Вони живуть на луках і пасовищах, в прибережних чагарникових заростях, на болотах та інших водно-болотних угіддях. Зустрічаються на висоті до 500 м над рівнем моря.